# Campionati mondiali di nuoto in vasca corta 2010 - 200 metri misti femminili
Le qualifiche per la finale si sono svolte la mattina del 18 dicembre 2010, mentre la finale si è svolta la sera dello stesso giorno.

## Medagliere
| Posizione | Atleta                 | Paese       |
| --------- | ---------------------- | ----------- |
| Oro       | Mireia Belmonte Garcia | Spagna      |
| Argento   | Shiwen Ye              | Cina        |
| Bronzo    | Ariana Kukors          | Stati Uniti |

## Record
Prima della manifestazione il record del mondo (RM) e il record dei campionati (RC) erano i seguenti:
| Record mondiale       | 2:04.60 | Julia Smit Stati Uniti   | 19 dicembre 2009 Manchester, Regno Unito |
| Record dei campionati | 2:06.13 | Kirsty Coventry Zimbabwe | 12 aprile 2008 Manchester, Regno Unito   |

Durante la competizione sono stati migliorati i seguenti record:
| Data             | Evento | Atleta                 | Nazione | Tempo   | Record                |
| ---------------- | ------ | ---------------------- | ------- | ------- | --------------------- |
| 18 dicembre 2010 | Finale | Mireia Belmonte Garcia | Spagna  | 2:05.73 | Record dei campionati |

## Risultati batterie
| Pos. | Batteria | Corsia | Atleta                            | Nazionalità  | Tempo       | Note        |
| ---- | -------- | ------ | --------------------------------- | ------------ | ----------- | ----------- |
| 1    | 5        | 5      | Ariana Kukors                     | Stati Uniti  | 2:07.67     |             |
| 2    | 5        | 4      | Evelin Verrasztó                  | Ungheria     | 2:08.19     |             |
| 3    | 4        | 3      | Shiwen Ye                         | Cina         | 2:08.83     |             |
| 4    | 4        | 4      | Francesca Segat                   | Italia       | 2:08.93     |             |
| 5    | 1        | 6      | Katinka Hosszú                    | Ungheria     | 2:09.01     |             |
| 6    | 3        | 3      | Missy Franklin                    | Stati Uniti  | 2:09.07     |             |
| 7    | 3        | 4      | Kotuku Ngawati                    | Australia    | 2:09.39     |             |
| 8    | 5        | 3      | Mireia Belmonte Garcia            | Spagna       | 2:10.09     |             |
| 9    | 3        | 5      | Hannah Miley                      | Regno Unito  | 2:10.11     |             |
| 10   | 4        | 6      | Stina Gardell                     | Svezia       | 2:10.22     |             |
| 11   | 5        | 6      | Theresa Michalak                  | Germania     | 2:11.48     |             |
| 12   | 5        | 2      | Ekaterina Andreeva                | Russia       | 2:11.57     |             |
| 13   | 4        | 2      | Barbora Zavadova                  | Rep. Ceca    | 2:12.40     |             |
| 14   | 3        | 6      | Sara Thydén                       | Svezia       | 2:12.86     |             |
| 14   | 4        | 5      | Daria Belyakina                   | Russia       | 2:12.86     |             |
| 16   | 3        | 7      | Jessica Evelyn Pengelly           | Sudafrica    | 2:13.33     |             |
| 17   | 4        | 1      | Sarra Lajnef                      | Tunisia      | 2:13.76     |             |
| 18   | 2        | 5      | Maiko Fujino                      | Giappone     | 2:13.87     |             |
| 19   | 4        | 7      | Sinead Russell                    | Canada       | 2:14.76     |             |
| 20   | 5        | 8      | Katarina Listopadova              | Slovacchia   | 2:15.19     |             |
| 21   | 3        | 2      | Emilia Pikkarainen                | Finlandia    | 2:15.28     |             |
| 22   | 2        | 6      | Sara El Bekri                     | Marocco      | 2:15.39     |             |
| 23   | 4        | 8      | Lisa Zaiser                       | Austria      | 2:16.74     |             |
| 24   | 5        | 1      | Sara Nordenstam                   | Norvegia     | 2:17.09     |             |
| 25   | 5        | 7      | Amanda Loots                      | Sudafrica    | 2:17.27     |             |
| 26   | 3        | 1      | Georgina Bardach                  | Argentina    | 2:17.30     |             |
| 27   | 3        | 8      | Gizem Bozkurt                     | Turchia      | 2:17.62     |             |
| 28   | 2        | 4      | Ranohon Amanova                   | Uzbekistan   | 2:18.84     |             |
| 29   | 2        | 2      | Samantha Michelle Arevalo Salinas | Ecuador      | 2:20.42     |             |
| 30   | 2        | 7      | Eliana Barrios                    | Venezuela    | 2:21.65     |             |
| 31   | 2        | 8      | Lara Butler                       | Isole Cayman | 2:22.79     |             |
| 32   | 2        | 3      | Meagan Lim                        | Singapore    | 2:23.22     |             |
| 33   | 2        | 1      | Cheok Mei Ma                      | Macao        | 2:23.66     |             |
| 34   | 1        | 3      | Anum Bandey                       | Pakistan     | 2:37.38     |             |
| 35   | 1        | 5      | Cheyenne Rova                     | Figi         | 2:47.78     |             |
|      | 1        | 2      | Jing Liu                          | Cina         | Non partita | Non partita |
|      | 1        | 4      | Elodie Poo Cheong                 | Mauritius    | Non partita | Non partita |
|      | 1        | 7      | Ingvild Snildal                   | Norvegia     | Non partita | Non partita |

## Finale
| Pos. | Corsia | Atleta                 | Nazionalità | Tempo   | Note                  |
| ---- | ------ | ---------------------- | ----------- | ------- | --------------------- |
|      | 8      | Mireia Belmonte Garcia | Spagna      | 2:05.73 | Record dei campionati |
|      | 3      | Shiwen Ye              | Cina        | 2:05.94 |                       |
|      | 4      | Ariana Kukors          | Stati Uniti | 2:06.09 |                       |
| 4    | 2      | Katinka Hosszú         | Ungheria    | 2:06.88 |                       |
| 5    | 5      | Evelin Verrasztó       | Ungheria    | 2:07.81 |                       |
| 6    | 6      | Francesca Segat        | Italia      | 2:08.38 |                       |
| 6    | 7      | Missy Franklin         | Stati Uniti | 2:08.38 |                       |
| 8    | 1      | Kotuku Ngawati         | Australia   | 2:09.32 |                       |